# One Thing Right
One Thing Right è un singolo del DJ statunitense Marshmello e del cantante statunitense Kane Brown, pubblicato il 21 giugno 2019.

## Video musicale
Il video musicale è stato reso disponibile il 18 luglio 2019.

## Tracce
Testi e musiche di Marshmello, Kane Brown, Jesse Frasure, Josh Hoge e Matt McGinn.
Download digitale
1. One Thing Right – 3:01

Download digitale – Remixes EP
1. One Thing Right (Firebeatz Remix) – 3:12
2. One Thing Right (Duke & Jones Remix) – 3:01
3. One Thing Right (PMB Remix) – 3:48
4. One Thing Right (KDrew Remix) – 2:54
5. One Thing Right (Subshock & Evangelos Remix) – 3:21

Download digitale – Remixes, Pt. 2 EP
1. One Thing Right (Late Night Remix) – 3:12
2. One Thing Right (Koni Remix) – 2:28
3. One Thing Right (Ruhde Remix) – 3:40

## Formazione
- Kane Brown – voce
- Marshmello – produzione
- Kuk Harrell – produzione vocale, ingegneria del suono
- Michelle Mancini – mastering
- Manny Marroquin – missaggio
- Dru Castro – ingegneria del suono

## Successo commerciale
Nella Hot Country Songs statunitense One Thing Right ha raggiunto la vetta nella pubblicazione del 12 ottobre 2019 grazie a 12,4 milioni di stream e 10 000 copie digitali, diventando la terza numero uno per Brown e la prima per Marshmello.

## Classifiche

### Classifiche settimanali
| Classifica (2019) | Posizione massima |
| ----------------- | ----------------- |
| Australia         | 4                 |
| Austria           | 54                |
| Belgio (Fiandre)  | 71                |
| Belgio (Vallonia) | 67                |
| Canada            | 12                |
| Estonia           | 23                |
| Germania          | 71                |
| Grecia            | 22                |
| Irlanda           | 37                |
| Lettonia          | 14                |
| Lituania          | 15                |
| Portogallo        | 76                |
| Regno Unito       | 76                |
| Repubblica Ceca   | 19                |
| Slovacchia        | 13                |
| Stati Uniti       | 36                |
| Svezia            | 92                |
| Ungheria          | 14                |

### Classifiche di fine anno
| Classifica (2019) | Posizione |
| ----------------- | --------- |
| Australia         | 23        |
| Canada            | 39        |
| Stati Uniti       | 89        |
| Ungheria          | 99        |
| Classifica (2020) | Posizione |
| Australia         | 69        |